# Fundacja Świętego Mikołaja
Fundacja Świętego Mikołaja powstała w 2002 roku. Nazwa Fundacji pochodzi od biskupa Miry. Fundacja zajmuje się badaniem i rozwiązywaniem skutków kryzysu solidarności z potrzebującymi. Jest organizacją pożytku publicznego. Biuro Fundacji mieści się w Warszawie. Jej prezesem jest Dariusz Karłowicz, wiceprezesem Joanna Paciorek.

## Działalność
Początki Fundacji wiążą się przede wszystkim z projektowaniem kampanii społecznych. Początkowo ich twórcy działali jako nieformalna Agencja Świętego Mikołaja. Do najbardziej znanych należą:
- Grunt to rodzina – kampania na rzecz rodzinnych domów dziecka (lata 2004–2012),
- Śpieszmy się kochać ludzi, tak szybko odchodzą… – kampanie na rzecz Warszawskiego Hospicjum dla Dzieci (1998–2003),
- Bóg się rodzi. Pomóż samotnym matkom – kampania na rzecz Caritas Polska (2003),
- Bohaterowie naszej Wolności – kampania we współpracy z Ministrem Kultury i Dziedzictwa Narodowego (2000),
- Pomóż dzieciom na Litwie! – kampanie na rzecz Polskiej Akcji Humanitarnej (2000–2002),
- Dzień Papieski – kampanie na rzecz Fundacji „Dzieło Nowego Tysiąclecia” (od 2005).

W latach 2008–2012 Fundacja współorganizowała również plebiscyt „Mama w Pracy”, w którym nagradzane były firmy przyjazne kobietom łączącym macierzyństwo z pracą zawodową. Jest ona także wydawcą rocznika filozoficznego „Teologia Polityczna”, pisma z pogranicza filozofii, polityki i teologii.
Obecnie działalność Fundacji koncentruje się na rozwijaniu programu „Stypendia św. Mikołaja”. Został on utworzony w 2010 roku. W jego ramach wspomagani są zdolni uczniowie, których sytuacja finansowa uniemożliwia rozwijanie talentów i umiejętności. Unikalnym elementem programu jest zaproszenie szkół do jego współtworzenia, m.in. poprzez włączenie się w gromadzenie środków na stypendia dla własnych uczniów. W 2011 roku wypłacono pierwsze stypendia w ramach programu. Dzięki współpracy z firmą Ikea w 2012 roku uruchomiono kolejny fundusz stypendialny – „Na rodzinę można liczyć”. W 2013 roku liczba stypendiów wypłaconych w ramach obu programów przekroczyła 1000.

## Nagrody
- W 2005 roku Fundacja otrzymała nagrodę Pro Publico Bono w kategorii ochrony zdrowia, pomocy społecznej i charytatywnej za najlepszą inicjatywę obywatelską.
- W 2006 roku została laureatem nagrody TOTUS przyznawanej przez Fundację Episkopatu Polski "Dzieło Nowego Tysiąclecia" w kategorii "Propagowanie nauczania Ojca Świętego Jana Pawła II".
- W 2011 roku Fundacja otrzymała za swoją działalność Europejską Nagrodę Obywatelską, przyznawaną przez kapitułę pod przewodnictwem Jerzego Buzka, przewodniczącego Parlamentu Europejskiego.